# Orasema tolteca
Orasema tolteca är en stekelart som beskrevs av Mann 1914. Orasema tolteca ingår i släktet Orasema och familjen Eucharitidae. Inga underarter finns listade i Catalogue of Life.